# 小美牛肝菌
小美牛肝菌（Boletus speciosus），或稱華美牛肝菌、粉蓋牛肝菌、風手青、見手青。傘陽面呈淡紅色，被覆細絨毛，秋季闊葉林地上單生。分布於台灣、江蘇、中國西南地區。可供食用，有迷幻性。
其种加词“speciosus”意为“好看的”、“艳丽的”。

## 藥性
具有迷幻性，視覺出現不足一尺高的小人糾纏，多半是食用過多或是烹調不當所產生。故名小美牛肝菌。